# Anna Sobolewska (eseistka)
Anna Sobolewska (ur. 10 maja 1947 w Gdańsku) – polska eseistka, krytyczka i historyczka literatury.

## Życiorys
Pracuje w Instytucie Badań Literackich PAN. Rozprawę habilitacyjną poświęciła zapisom doświadczeń wewnętrznych w literaturze. Zajmuje się również literackimi opisami problemów osobowości, związkami form artystycznych ze świadomością religijną oraz różnymi przejawami religijności współczesnego człowieka.
Badała m.in. twórczość Mirona Białoszewskiego, Kornela Filipowicza, Jarosława Iwaszkiewicza, Janusza Korczaka, Tadeusza Konwickiego, Juliana Stryjkowskiego, Stanisława Vincenza. W 2000 uzyskała tytuł profesora.
Jest członkinią Polskiej Rady Chrześcijan i Żydów.

## Życie prywatne
Jest córką poetki Jadwigi Stańczakowej, żoną krytyka filmowego Tadeusza Sobolewskiego i matką dziennikarki Justyny Sobolewskiej. Od czasu urodzenia w 1989 drugiej córki Cecylii, dotkniętej zespołem Downa działa w krajowych i zagranicznych stowarzyszeniach na rzecz osób z niepełnosprawnością intelektualną. W 2002 opublikowała autobiograficzną książkę Cela. Odpowiedź na zespół Downa, opisującą rozwój i wychowywanie córki w pierwszych 12 latach życia i poruszającą wiele zagadnień związanych z niepełnosprawnością. Książka została nominowana do Nagrody Literackiej Nike.

## Publikacje
Publikacje naukowe:
- Polska proza psychologiczna 1945-1950, Wrocław, 1979, ISBN 83-04-00314-7.
- Mistyka dnia powszedniego, Warszawa, Open 1992, ISBN 83-85254-17-X.
- Maksymalnie udana egzystencja: Szkice o życiu i twórczości Mirona Białoszewskiego, 1997.
- Maski Pana Boga: szkice o pisarzach i mistykach, Wydawnictwo Literackie, Kraków, 2003, ISBN 83-08-03309-1.
- Mapy duchowe współczesności: Co nam zostało z Nowej Ery?, WAB, Warszawa 2009, ISBN 978-83-7414-346-2.
- Mistyka i mistyfikacje, Wydawnictwo Wolno, Lusowo 2019, ISBN 978-83-953756-3-7[2].

Inne:
- Cela. Odpowiedź na zespół Downa W.A.B. Warszawa, 2002, ISBN 83-88221-96-5.

Współautorstwo:
- Sporne postaci polskiej literatury współczesnej.
- Sporne postaci polskiej literatury współczesnej: Kontynuacje.
- Sporne postaci polskiej literatury współczesnej: Następne pokolenie.
- Wielojęzyczność literatury i problemy przekładu artystycznego.
- Oniryczne tematy i konwencje w literaturze polskiej w XX wieku, 1999.